# Karel Ulepič
Karel Aleksander Adam Ulepič, německy Karl Ullepitsch von Krainfels (28. února 1811 Žužemberk – 23. července 1862 Karlovy Vary), byl kraňský a rakouský politik slovinské národnosti, během revolučního roku 1848 poslanec rakouského Říšského sněmu, později místodržící Kraňska.

## Biografie
Vychodil lublaňské gymnázium a studoval práva na Vídeňské univerzitě a na Univerzitě ve Štýrském Hradci a filozofii na Padovské univerzitě. Byl doktorem filozofie a obojího práva. V letech 1833–1842 pracoval jako praktikant u městského a zemského soudu v Lublani, v letech 1843–1849 jako finanční adjunkt v Idriji. V letech 1828–1849 byl činný v redakci listu Laibacher Zeitung, přičemž v letech 1839–1846 vedl jeho literární přílohu. Byl členem historické společnosti v Lublani. Sbíral starožitnosti a třídil sbírky.
Během revolučního roku 1848 se výrazně zapojil do politického dění. V celostátních volbách roku 1848 byl zvolen na rakouský ústavodárný Říšský sněm. Zastupoval volební obvod Postojna. Uvádí se jako adjunkt komorní prokuratury. Coby poslanec podporoval sjednocení Slovinci obývaných zemí, vznik slovinské univerzity, byl stoupencem občanských liberálních svobod a porotních soudů. Pro námitky českého předáka Františka Ladislava Riegra ale jeho náměty nebyly přijaty.
Od roku 1849 byl předsedou kraňské zemské vyvazovací komise a pracoval na generální prokuratuře. V roce 1850 byl jmenován generálním prokurátorem. V roce 1853 byl povolán do Chorvatska, kde také prováděl vyvazování z poddanství. V Záhřebu se zároveň stal předsedou městského soudu. V roce 1855 byl povýšen do šlechtického stavu (von Krainfels).
Jeho kariéra vyvrcholila po obnovení ústavního života počátkem 60. let. V roce 1861 se stal místodržícím Kraňska a byl prvním Slovincem v tomto úřadu. Ve funkci setrval do své smrti.
Získal Řád Františka Josefa. Jeho empírový náhrobek je umístěn v Mozartově parku v prostoru bývalého hřbitova v Karlových Varech, kde roku 1862 zemřel.